# 1728 en France
Chronologie de la France
- 1724
- 1725
- 1726
- 1727
- 1728
- 1729
- 1730
- 1731
- 1732

Cette page concerne l'année 1728 du calendrier grégorien.

## Événements
- 27 janvier : rétablissement des rentes viagères de 300 livres et au-dessous[1].
- 28 janvier : début de la publication clandestine des Nouvelles ecclésiastiques, hebdomadaire janséniste[2].
- 17 février : une déclaration accorde aux contribuables la permission de se faire imposer dans le lieu de leur domicile pour les biens qu'ils exploitent dans d'autres paroisses de la même élection[3].

- 14 juin : ouverture du congrès de Soissons à la demande de Fleury. Il échoue à fixer les principes d'une paix durable entre l'Espagne et la Grande-Bretagne[4].
- 7 août : Jean-Baptiste Marchault devient maître des requêtes[5].
- 15 septembre : suppression des droits d'entrée dans Paris pour le beurre, les œufs et le fromage sans indemnité pour la ferme générale[1].
- 19 septembre : vendanges précoces consécutives à un été chaud[6].
- 11 novembre : le cardinal de Noailles se rallie à la bulle Unigenitus, reniant son passé jansénisant[7].